# BAP Callao
El BAP Callao (Ex-MS Monserrate) fue un buque alemán dedicado al transporte marítimo, durante la Segunda Guerra Mundial el buque fue internado en el Perú junto al MS Leipzig, pero luego el gobierno peruano los dejó zarpar, sin embargo el buque sería tratado de hundir por sus tripupalantes, afortunadamente fue salvado por los peruanos, lamentablemente no ocurrió lo mismo con el MS Leipzig que si se llegó a hundir, el buque fue reparado y puesto al servicio de la armada peruana. 

## Historia
Fue un buque mercante alemán construido en el astillero Bremer Vulkan en Vegesack, Alemania pertenecía a la compañía Hamburg-Amerikanische-Packetfahrt AG, de Hamburgo, fue construido en 1938 y desplazaba 5578 toneladas. Por su parte, el MS Leipzig era propiedad de la compañía Norddeutscher Lloyd, de Bremen y desplazaba 6898 toneladas y también fue botado en 1938, es decir ambos eran prácticamente nuevos.

### Internado en Perú
En 1941, el Perú era un país neutral y conforme a las leyes del mar acogía a todos los barcos que entraban legalmente a sus aguas y anclaban en sus puertos. El MS Leipzig y el MS Monserrate se encontraban en 1941 en aguas peruanas, sin problemas, hasta que llegó la hora en que por la presión de los Aliados el gobierno peruano rompió relaciones con Alemania.

### Intento de hundimiento por parte de sus marinos
Los dos buques alemanes ya mencionados estaban anclados en el puerto del Callao y conforme a las leyes del mar, se les permitió zarpar. Levaron anclas y acompañados por patrulleras de la marina, se dirigieron mar afuera, pero en vez de salir a alta mar, fondearon al lado del rompeolas norte del puerto, donde sus capitanes ordenaron barrenarlos e incendiarlos. Lanchas de la armada peruana se dirigieron al lugar pero nada pudieron hacer por salvar al MS Leipzig que se hundió. Intentaron y lograron abordar el Monserrate y cortar el ancla, prosiguiendo a sofocar el incendio. La nave estaba escorando y la línea de flotación comenzaba a subir cuando lograron vararlo justo al norte de la desembocadura del río Rímac, donde quedó embarrancado, pero a salvo de naufragar.

### Reconstrucción y renombramiento
El barco se encontraba en muy mal estado debido al incendio que quemó todas las instalaciones, pero la superestructura del barco se encontraba intacta. Personal de la marina trabajó durante meses, primero para lograr la flotabilidad y luego para acoderarlo en el puerto, donde comenzaron las obras de reparaciones. Después de mucho trabajo, el buque pasó las pruebas de navegación y quedó en estado operativo, siendo incorporado a la Armada Peruana con el nombre de BAP Callao.

### Servicio peruano
Ya renombrado Callao y estando al servicio peruano efectuó numerosos viajes a los Estados Unidos de Norteamérica llevando minerales y regresando con trigo a granel. Posteriormente fue alquilado a la Firma NICOLINI HNOS. para traer trigo de Argentina. Luego cambia proa al norte llevando mineral y regresando con trigo y madera. 
En los siguientes años efectuó viajes a diferentes puertos de Europa. En el año 1970 pasó a órdenes de la Comandancia General de la Escuadra.

## Final
El buque fue retirado de servicio en 2003 para ser desguazado.